# Alex Gansa
Alex Gansa é um roteirista e produtor de televisão norte-americano.
O primeiro roteiro de Gansa para a televisão foi o episódio "Born to Run", escrito junto com seu amigo Howard Gordon, da série The Wizard, em 1986. Em seguida ele escreveu para a série Spenser: For Hire. Em 1987, ele entrou para a equipe de roteiristas da série Beauty and the Beast, virando também produtor no ano seguinte e permanecendo nas funções até o final da série em 1990.
Em 1993 ele virou roteirista e produtor supervisor da série The X-Files, ficando até 1995. Nos anos seguintes ele trabalhou como produtor e roteirista em várias séries como Dawson's Creek, Numb3rs, Wolf Lake e Entourage. Em 2008, ele foi o co-produtor executivo do filme para TV 24: Redemption; no ano seguinte ele manteve o mesmo cargo ao se juntar a equipe de 24, e em 2010 virou produtor-executivo e showrunner da série.
Após o fim de 24, Gansa co-criou, escreveu e produziu a série Homeland em 2011. Por seu trabalho na série ele venceu o Primetime Emmy Award de Melhor Série Dramática e Melhor Roteiro em Série Dramática.